# Lohia Machinery Limited
Koordinaten: 26° 26′ 25,6″ N, 80° 15′ 14,3″ O
Lohia Machinery Limited, kurz LML Limited, war ein indischer Kraftradproduzent mit Hauptsitz in Kanpur. Bekannt wurde LML durch die in Lizenz gefertigten Motorroller LML Star, die optisch der Vespa PX gleichen.

## Geschichte
Das Unternehmen wurde 1972 als private Kapitalgesellschaft unter dem Namen Lohia Machines Private Limited gegründet und stellte ursprünglich Maschinen für die industrielle Kunstfaserproduktion her. Hinzu kam im Laufe der Jahre die Herstellung von Synthetik-Garn und die Lederverarbeitung.

### Motorrollerproduktion
Von 1959 bis 1974 war Bajaj Auto Lizenzproduzent des italienischen Motorrollerhersteller Piaggio & CspA.
1982 wurde die technische Kooperation zwischen Piaggio & CspA und LML beschlossen. Von 1983 bis 1985 produzierte LML unter Lizenz die Vespa PX 100 E (VIX1T) / LML Vespa XE 100 mit 100-m³-Motoren und PX-Stahlblechchassis., wodurch sich der Produktionsschwerpunkt verlagerte. 1985 kam die LML Vespa PX 150 E heraus und 1986 die LML Vespa 150 DZ. Ebenfalls 1986 kamen die bis 1994 produzierten Modelle LML Vespa 150 NV / NV Trident, die LML Vespa 150 Alfa und die LML Vespa 150 T5 heraus.

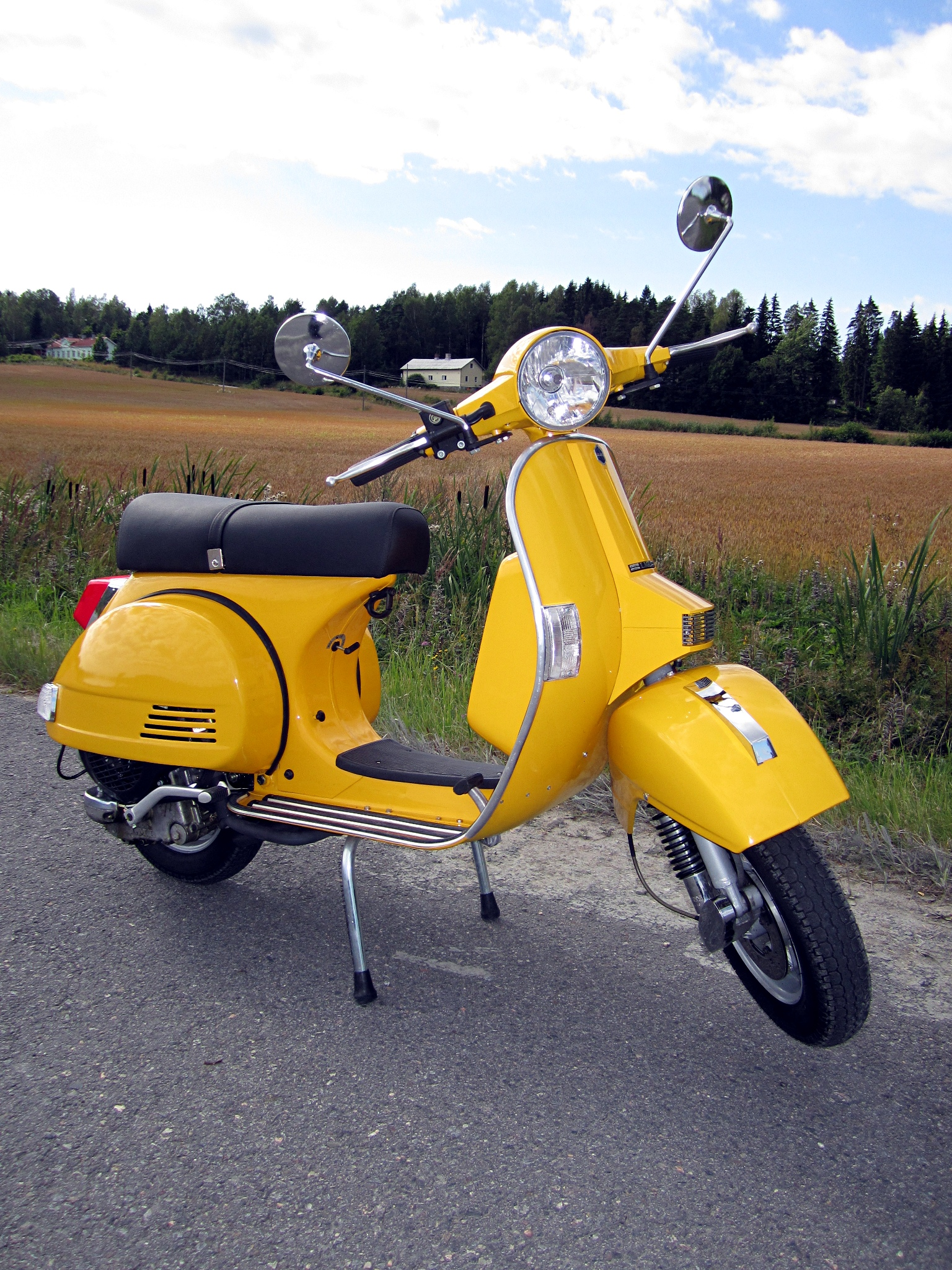
LML Star 4T 125

1987 erhielt das Unternehmen den jetzigen Namen LML Limited, 1990 trennte es sich von allen anderen Produktionszweigen und konzentrierte sich komplett auf die Herstellung von Motorrollern. 1992 kam die LML Vespa NV SPL heraus, 1993 die LML Vespa 150 Smart und die LML Vespa Select, ebenfalls die 1995 produzierte LML T5 SPL. 1995 begann die Weiterentwicklung des LML NV zur LML Star und die LML Supremo wurde aufgelegt. 1996 erschien die LML Select II und die LML Sensation mit Vespa-PK-Smallframe-Chassis.
1997 erfolgten Unternehmenskooperationen mit Asian Paints und weitere mit Piaggio. So verpflichtete sich LML beispielsweise per Rückkaufvereinbarung zur Produktion von Zweiradmotoren für Piaggio. Im selben Jahr kam in der NV-Reihe dann der LML Star auf den Markt. 1998 war LML mit einem Marktanteil von 28 Prozent und einer Jahresproduktion von 325.000 Motorrollern der zweitgrößte indische Motorrollerhersteller, 1999 bereits der führende indische Motorradhersteller. 1998 erschien der Kleinroller LML Trendy.
Nachdem Ende der 1990er Jahre zunehmend mehr Viertaktmotoren den indischen Rollermarkt eroberten, begann man 1998 auch die Kollaboration mit dem südkoreanischen Motorradhersteller Daelim. Im selben Jahr erschien ohne Beteiligung von Piaggio der eigenentwickelte 60-cm³-Roller LML Trendy. 1999 erschienen in der NV-Reihe die Modelle LML Star Deluxe und LML Star Xpress. Im Dezember 1999 verkaufte Piaggio seine Unternehmensanteile und LML behielt die Rechte an den bis dato übertragenen Rollertechnologien.
2000 wurden rund 60.000 Krafträder produziert. 2001 erschienen die Rollermodelle ebenfalls auf Vespa-PK-Smallframe-Chassis basierende LML Pulse und die LML Prithvi. Mit der Werksschließung im Februar 2006 nach einem langen Streik wurde die Produktion vorerst eingestellt. Nach der Wiedereröffnung im März 2008 konzentrierte sich das Unternehmen zunächst auf die Produktion der erfolgreichen LML-Star-Modelle aus der NV-Reihe, insbesondere für den Export. 2009 erschienen die LML Star 4 und die LML 150 NV 4-Stroke mit Viertaktmotor. Wegen der optischen Nähe der LML-Star-Modelle zum Vespa-PX-Modell finden die Star-Modelle mit Euro-3-Norm, insbesondere die Modelle mit Viertaktmotor, auch in Europa und den Vereinigten Staaten (dort LML-Stelle) seit den frühen 2010er Jahren einen größeren Markt, da der italienische Hersteller Piaggio das hauseigene PX-Modell bislang nach wie vor nur mit Zweitaktmotor anbietet. 2013 erschien zunächst die 125-m³-Variante des LML Star mit Variomaticgetriebe, Anfang 2014 auch eine 150-cm³-Variante.
Für den indischen Markt erschien zwischenzeitlich im Jahr 2011 eine 150-cm3-Viertakt-Variante der LML Select.

### Motorradproduktion
Nach dem Ende der Kooperation mit dem italienischen Rollerhersteller Piaggio Ende 1999 verlor LML zunehmend Marktanteile. Im Jahr 2000 erschienen in Eigenentwicklung die Leichtkrafträder LML Adreno und die LML Energy, beide zunächst mit 100-cm³-Motoren mit einer Leistung von 8,5 PS, ab dem Facelift 2001 mit 110-cm³-Motoren mit einer Leistung von 9 PS.
Im Juli 2002 folgte die LML Freedom, die in der Ursprungsversion bereits ein Verkaufsschlager war. Bis November 2003 wurden durchschnittlich 14.000 Fahrzeuge pro Monat abgesetzt. Es folgten mehrere Modellvarianten. Die Leichtkrafträder und die 2004 erschienenen 150-cm³-Motorräder LML Graptor und LML Beamer sollten in erster Linie den Eigenanteil am inländischen Markt zurückerobern. Im Oktober 2005 erschien noch die LML CRD 100. Nach der Wiedereröffnung des 2006 geschlossenen Werks wurden zunächst keine Leichtkrafträder mehr produziert.
Erst 2013 wurde die Freedom wieder neu aufgelegt und verkauft.

### Insolvenz
Das Unternehmen LML ist seit 2018 insolvent.